# Buffalo River
Il fiume Buffalo drena un bacino idrico di 1,160 km² nello stato di New York, che si svuota nell'estremità orientale del lago Erie nella città di Buffalo. Il fiume ha tre affluenti: il Cayuga Creek, il Buffalo Creek e il Cazenovia Creek.
Il fiume Buffalo è stato importante per lo sviluppo della parte occidentale dello stato di New York, utilizzata come capolinea per il Canale Erie a partire dal 1825, e successivamente come area industriale con tanto di ascensori per il grano, acciaierie e produzioni chimiche. Quando la navigazione iniziò ad aggirare il Canale di Erie negli anni '50, e in seguito al declino dell'industria pesante nella regione, il trasporto e l'uso industriale del fiume diminuirono notevolmente e molte fabbriche e mulini adiacenti furono abbandonati. Il fiume e i siti adiacenti sono stati per diversi decenni al centro di sforzi volti a migliorare la qualità dell'acqua e a ripristinare l'habitat naturale, più recentemente nel 2011 con l'avvio del Buffalo River Restoration Project.

## Geografia
Il fiume Buffalo scorre verso ovest dal punto di confluenza, attraversando zone residenziali e fortemente industrializzate della città. Il fiume include un canale di navigazione federale di 10 km gestito dallo United States Army Corps of Engineers ad una profondità di 7 m sotto il livello del lago (insieme ad ulteriori 2,3 km del canale navale cittadino). A causa di questa designazione, sono necessari ponti nella parte navigabile del fiume per consentire il passaggio di navi alte e molti di questi sono ponti levatoi. Il bassissimo gradiente idraulico, insieme al drenaggio, conferisce al fiume un carattere simile a quello degli estuari. Gran parte del litorale è indurito da rottami, paratie e altre strutture e rimane poca vegetazione lungo le rive. Il fiume entra nel lago tra una stazione della United States Coast Guard e la marina del bacino di Erie. Le basi della stazione della Guardia Costiera includono il Buffalo Main Light, istituito nel 1833 ed elencato nel registro nazionale dei luoghi storici.
La foce del fiume, punto in cui incontra il lago, fa parte del porto di Buffalo ed è navigabile da navi più grandi. Il porto fu ampliato per includere il canale navale cittadino e la sua estensione, il canale Lehigh Valley. Alcuni canali sono stati riempiti. Gli stagni della Tifft Farm Nature Preserve nell'angolo sud-ovest della città facevano inizialmente parte di questo sistema di canali e venivano utilizzati dalla Lehigh Valley Railroad come terminal. Non sono più collegati al canale. Lo United States Army Corps of Engineers drena il fiume e il canale navale della città ogni due o tre anni, rimuovendo circa 76,000 m³ di sedimenti. I sedimenti di drenaggio vengono collocati in una struttura di smaltimento situata sul Lago Erie vicino a un'ex struttura della Bethlehem Steel. Nel 2011 e nel 2012 è stato intrapreso uno sforzo di drenaggio più ampio nell'ambito del progetto di restauro del fiume Buffalo per rimuovere i sedimenti contaminati sia dalla via navigabile che da una parte a monte del fiume Buffalo che normalmente non viene drenata.

## Affluenti

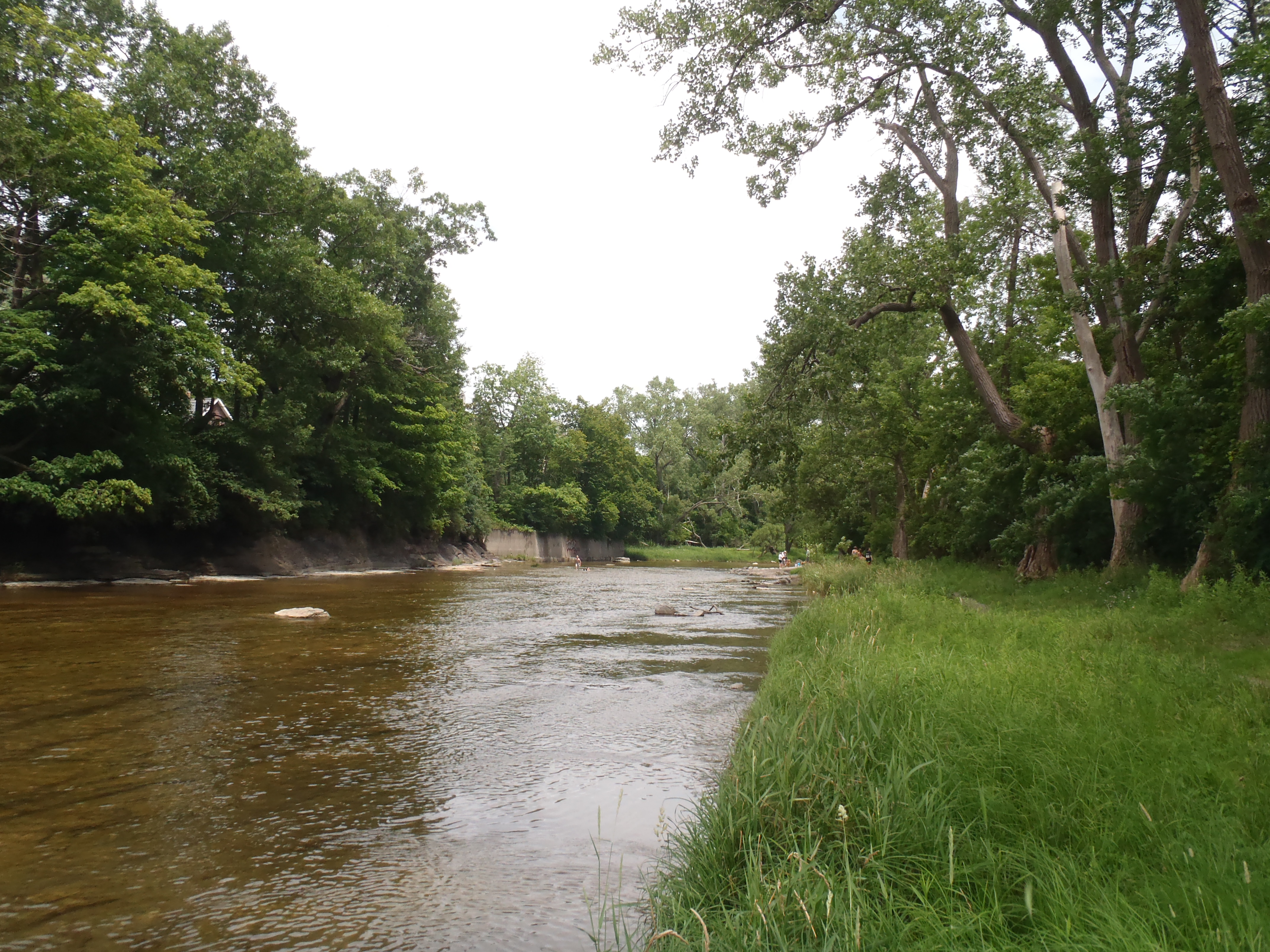
Il Seneca Creek/Buffalo Creek mentre scorre lungo West Seneca.

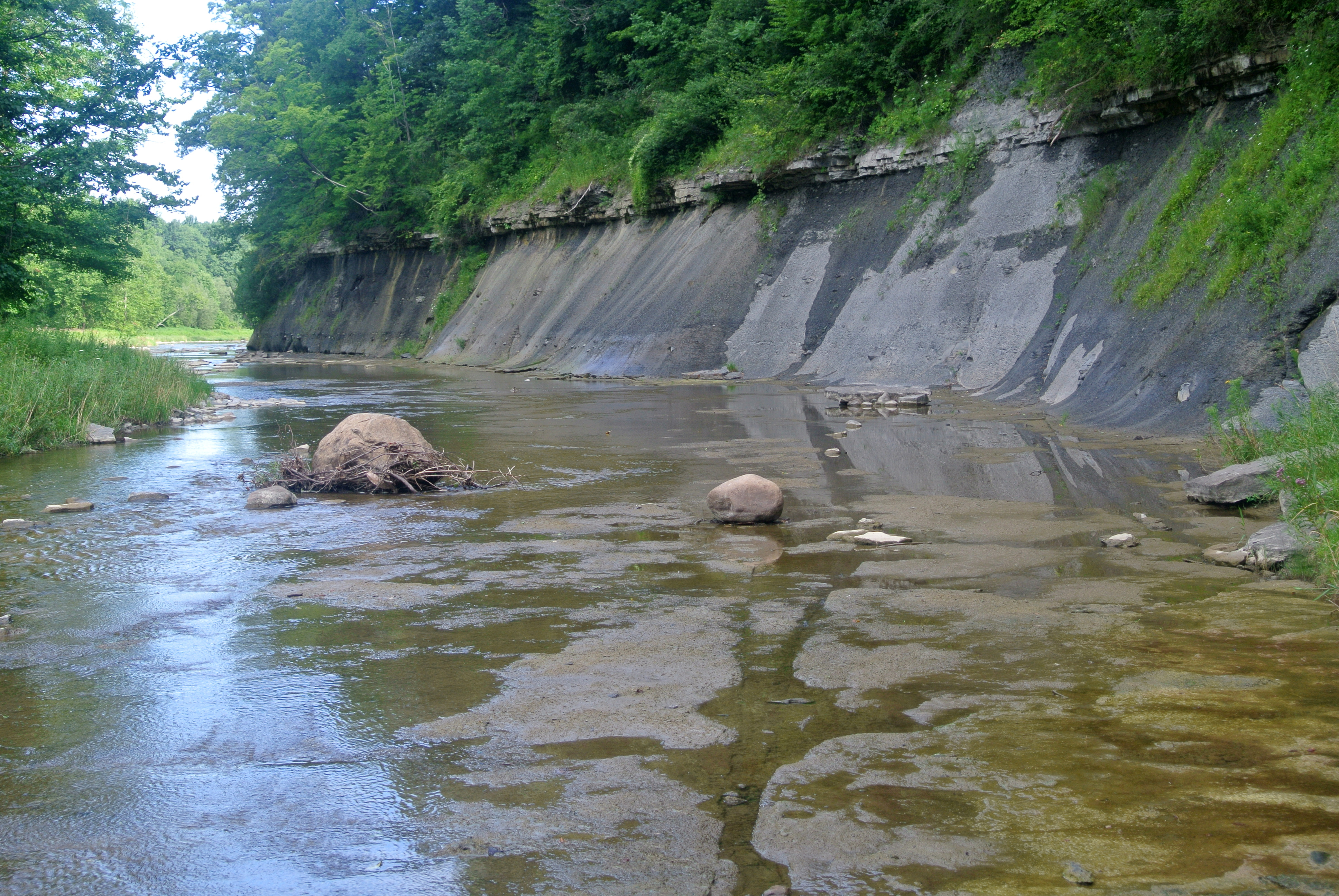
Il Buffalo Creek che scorre vicino Elma, New York.

Il Buffalo Creek è un torrente tortuoso che diventa poi il fiume Buffalo. Ha origine nella parte meridionale della contea di Erie e nella parte occidentale della contea di Wyoming. Le fonti della contea di Erie sono situate nella città di Holland e successivamente scorrono verso nord attraverso le altre città della contea. Nella contea di Wyoming, le fonti sono situate nelle città di Arcade, Java e Sheldon, e in seguito confluiscono nella contea di Erie. Il torrente scorre attraverso Elma e West Seneca, prima di confluire nel Cayuga Creek a West Seneca.
Il Cayuga Creek è l'affluente più settentrionale del bacino idrico. Questo torrente di 64 km nasce in aree agricole e boschive e attraversa diverse zone residenziali, tra cui Cheektowaga, Lancaster e Depew, prima di confluire nel Buffalo Creek.
Il ramo est del Cazenovia Creek nasce a Sardinia e il ramo ovest a Concord. Il terreno adiacente a questi due rami è costituito principalmente da aree agricole e boschive, ad eccezione di diverse piccole zone residenziali. I due rami si incontrano vicino a East Aurora, dopo di che il Cazenovia Creek scorre attraverso le città di Aurora, Elma e West Seneca, e la città di Buffalo fino a confluire nel fiume Buffalo.

## Storia
Si ritiene che l'area del Buffalo Creek fosse detenuta dalla nazione neutrale prima del 1650, quando la Nazione Seneca e i suoi alleati irochesi conquistarono il territorio durante le Guerre dei Castori. Nella primavera del 1780, gli inglesi stabilirono un villaggio indiano sul Buffalo Creek per la maggior parte dei cittadini di Seneca che erano stati costretti a lasciare le loro terre dalla distruttiva spedizione Sullivan del 1779. Erano fuggiti a Fort Niagara per rifugiarsi insieme agli inglesi. Dopo la guerra l'area del Buffalo Creek fu ulteriormente sviluppata come insediamento di Seneca.
L'8 luglio 1788, Oliver Phelps e Nathaniel Gorham si incontrarono con gli indiani delle Cinque Nazioni della Confederazione Irochese (compresi Mohawk, Oneidas, Onandagas, Cayugas e Seneca) al Buffalo Creek per sottoscrivere un trattato per i diritti sulle loro terre nello Stato di New York ad est del fiume Genesee. Nel 1838, il trattato di Buffalo Creek si occupò della distribuzione delle terre rimanenti a New York detenute dalle nazioni della Confederazione irochese.
Nel 1825 il fiume Buffalo era il capolinea occidentale del canale Erie costruito attraverso la valle del fiume Mohawk nello stato di New York. L'ingresso al fiume dal canale fu ottenuto attraverso la foce di un piccolo affluente, il Little Buffalo Creek, che fu scavato e stabilizzato per formare il Commercial Slip che partiva dal Canale di Erie. Il fiume Buffalo costituiva il confine sud-ovest del ruvido pentagono che racchiudeva il quartiere "Five Points" o "Canal Street", delimitato a nord-est dal canale di Erie. Quando il Canale fu completato nel 1825, la nave del governatore di New York Dewitt Clinton fu rimorchiata dal Canale attraverso il Commercial Slip e dal fiume Buffalo fino al Lago Erie. Lì, durante una cerimonia, versò acqua dell'Oceano Atlantico nel lago e raccolse l'acqua del lago per versarla nell'oceano dopo il suo viaggio di ritorno a New York City.

### Origine del nome
Si ritiene che la città di Buffalo abbia preso il nome dal Buffalo Creek. Esistono diverse teorie non confermate sull'origine del nome del torrente. I primi esploratori francesi e moravi riferirono dell'abbondanza di bufali sulla sponda meridionale del lago Erie, ma la loro presenza sulle rive del Buffalo Creek è ancora oggetto di dibattito, quindi l'origine del nome del torrente è ancora incerta. Né il nome dei Nativi americani degli Stati Uniti d'America ("luogo dei tigli") né il nome francese ("fiume dei cavalli") sopravvissero, quindi l'attuale nome risale probabilmente all'occupazione britannica che iniziò con la conquista di Fort Niagara nel 1759. L'ingegnere britannico John Montresor menziona il nome Buffalo Creek quattro volte nel suo diario del 1764, indicando che il nome era di uso comune a quel tempo. Esistono numerosi altri Buffalo Creek negli Stati Uniti, molti negli stati orientali. Gli studiosi ritengono che probabilmente la maggior parte di essi prendono il nome dall'animale, come è successo con i numerosi Beaver creek, Otter Creek, ecc. La teoria secondo la quale il nome sarebbe una forma anglicizzata del nome Beau Fleuve (bellissimo fiume), presumibilmente un'esclamazione pronunciata da Louis Hennepin quando lo vide per la prima volta, è una spiegazione probabile e molto popolare.

## Inquinamento e Bonifica
Il fiume Buffalo e in misura minore i suoi affluenti sono stati un importante sito dell’industria pesante, sebbene questo sia diminuito negli ultimi decenni. Questo, insieme al riversamento degli scarichi fognari nel fiume, ha provocato un deposito di sedimenti altamente nocivi e una ridotta qualità dell'acqua. Nel 1987, la maggior parte del fiume Buffalo insieme al City Ship Canal fu elencato come una delle 43 aree dei Grandi Laghi più preoccupanti nell'Accordo sulla qualità delle acque dei Grandi Laghi tra gli Stati Uniti e il Canada. Nel 2011 è stato avviato il Buffalo River Restoration Project, che prevede importanti drenaggi per rimuovere i sedimenti nocivi, per ripristinare l'habitat naturale e per dare il via a progetti di accesso al sito. Secondo una dichiarazione dello United States Army Corps of Engineers della primavera del 2012, il progetto comporterà la rimozione del fiume Buffalo dall'elenco delle aree di preoccupazione fra tre o cinque anni.

## Ricostruzione
L'ufficio di Buffalo del Dipartimento per la conservazione ambientale dello Stato di New York ha istituito il Buffalo River Urban Canoe Trail e negli anni '90 ha pubblicato una guida che descrive i ponti, le fabbriche e gli altri punti di interesse lungo il fiume. Nel 2011, è stato aperto lungo il fiume il Buffalo River Fest Park , comprendente tra le altre cose dei moli, un pontile e un palco.